# Kylie: Her Complete Story
Kylie: Her Complete Story - The Official Kylie Minogue Book è il primo libro della cantante australiana Kylie Minogue, pubblicato nel 1988 dalla casa editrice Attic Press di Sydney.
Il libro è stato scritto dalla cantante in collaborazione con Eddy Sarafian, Chris Heath e Vici MacDonald

## Descrizione
Il libro si compone di 51 pagine ed è stato diffuso in formato copertina flessibile, simile ad un magazine. Narra l'ascesa al successo della Minogue, alternando al testo diverse immagini della popstar. All'interno sono inclusi anche due poster.
L'opera si compone dei seguenti capitoli:
- A star is born
- The Kylie Q&A
- The Kylie Minogue story
- My favourite things
- In her own words
- Reading between the lines
- Neighbours
- Kylie style
- Heroes and heroines
- Kylie conquers the world
- Kylie on the record
- I Should Be so Lucky

## Pubblicazione
Il libro è stato diffuso in Australia, al prezzo di $4.95 e in Regno Unito per £2.50.